# Relaciones Noruega-Unión Europea
Noruega no es un Estado miembro de la Unión Europea (UE), pero es, en efecto, necesario para adoptar alrededor del 20 % de los actos jurídicos de la UE debido a su participación en el Espacio Económico Europeo (EEE), a través de la Asociación Europea de Libre Comercio (AELC). Además, Noruega ha decidido participar en muchos de los programas, las instituciones y actividades. El fundamento de las relaciones de Noruega con la Unión Europea se establece en su pertenencia al EEE. Desde su entrada en vigor en 1994, este acuerdo une a los Estados miembros de la Unión Europea con los que forman la Asociación Europea de Libre Cambio (AELC o EFTA) excepto Suiza, formando un mercado interior común que permite la libertad de personas, bienes, servicios y capitales. 
La legislación de la UE relevante para el EEE se incorpora a este acuerdo y se transpone a las legislaciones nacionales. El acuerdo EEE incluye la cooperación en áreas como investigación y desarrollo, educación, política social, medioambiente, protección a los consumidores, empresa, turismo y cultura. Sin embargo, quedan fuera del acuerdo la política agrícola común y las políticas de pesca, la unión aduanera, la política comercial común, la unión económica y monetaria, la política exterior y de seguridad común, y los asuntos de justicia e interior (aunque los países AELC son parte del espacio Schengen). Por tanto, las leyes en relación con el mercado europeo son de aplicación también en Noruega. Si el país debe solicitar el ingreso en la UE ha sido uno de los temas más dominantes y divisivos de debate político y económico en Noruega desde la Segunda Guerra Mundial.

## Historia

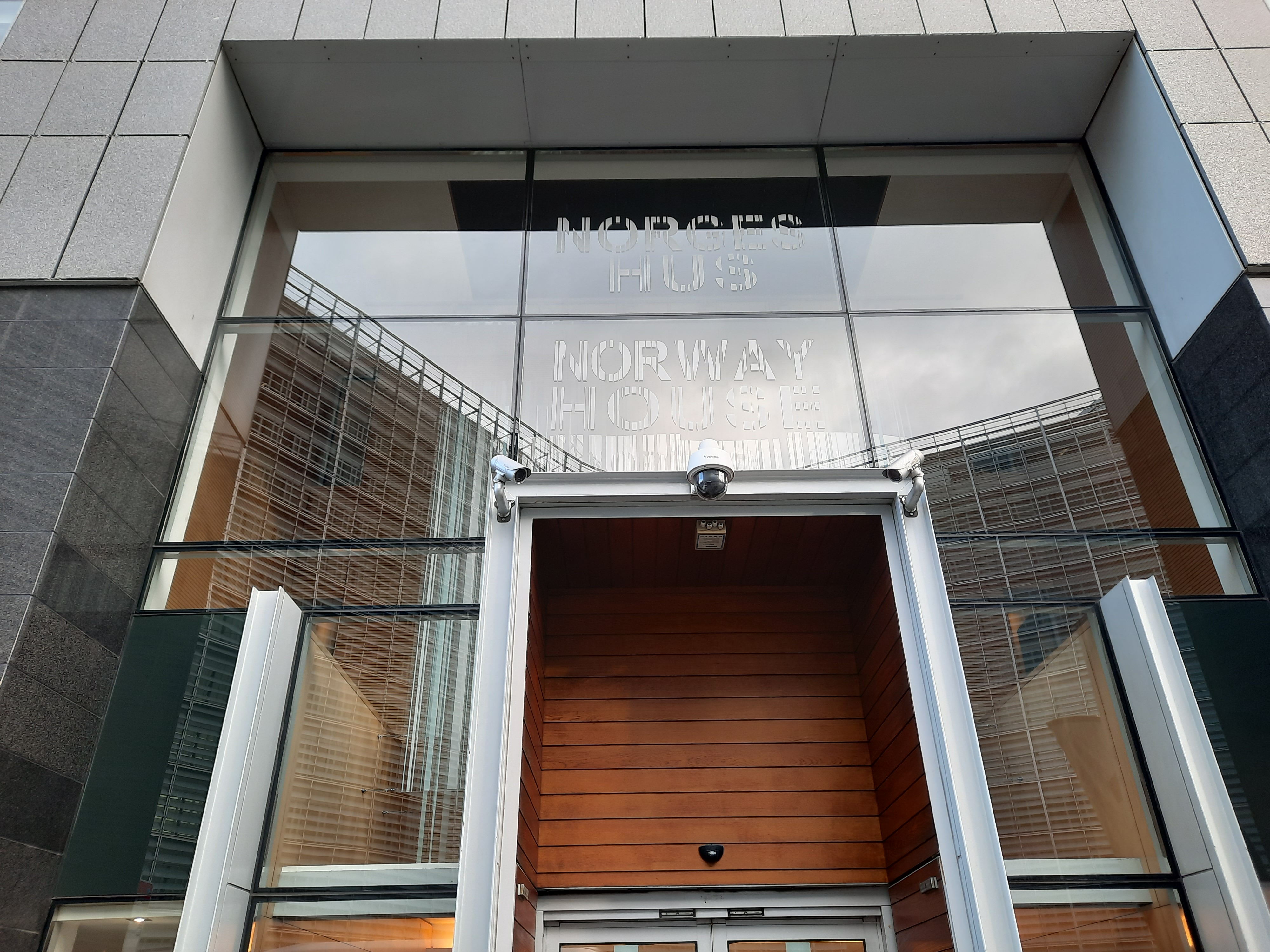
La misión noruega ante la UE en Bruselas.

En 1963, Noruega y el Reino Unido solicitaron su entrada en la Comunidad Económica Europea (CEE). Sin embargo cuando Francia rechazó la solicitud del Reino Unido, se suspendieron las negociaciones de adhesión con Noruega, Dinamarca, Irlanda y el Reino Unido. Aunque esto ocurrió dos veces, el gobierno noruego completó sus negociaciones de los términos para el ingreso de Noruega en la Comunidad el 22 de enero de 1972. Tras una abrumadora mayoría parlamentaria en favor de la adhesión a la CEE en principios de 1972, el Gobierno decidió someter la cuestión a un referéndum popular, programado para el 24 y el 25 de septiembre. El resultado fue que el 53,5 % votó en contra del ingreso y 46,5 % a favor. El Gobierno de Noruega del Partido Laborista liderado por Trygve Bratteli dimitió por el resultado del referéndum, y un Gobierno de coalición liderado por Lars Korvald le sustituyó.
Pese a los resultados del referéndum, Noruega suscribió un Acuerdo Preferencial con la CEE. Dicho acuerdo comercial permaneció en vigor hasta que Noruega se unió al Espacio Económico Europeo en 1994. El 28 de noviembre del mismo año se celebró otro referéndum de adhesión a la ya UE. El margen de rechazo disminuyó, pero ofreció el mismo resultado: 52,2 % se opuso a la integración y el 47,8 % voto a favor.
Desde 2009, Noruega ha decidido participar en proyectos de la UE y su contribución financiera total relacionado con el acuerdo sobre el EEE consta de contribuciones relacionadas con la participación en estos proyectos (Acuerdo de Schengen, Europol, Centro de vigilancia de drogas de la UE, Frontex, la Agencia Europea de defensa y los grupos de la Unión) y parte distribuido para proyectos de desarrollo para reducir las disparidades sociales y económicas en la Unión Europea (EEE y Noruega). Los Estados de la AELC-EEE financian su participación en los programas y agencias con un importe proporcional al tamaño de su producto interior bruto (PIB) en comparación con el PIB del EEE completo. La participación de EEE AELC es, por tanto, en pie de igualdad con los Estados miembros de la UE. El compromiso de EEE AELC total asciende a 2,4 % del presupuesto de programa global de la UE. En 2008 la contribución de Noruega fue de 188 millones de euros. Durante el período de programación 2007-2013, la contribución Noruega se incrementó en paralelo con el desarrollo del presupuesto del programa de la Unión Europea, frente a los 130 millones de euros en 2007 a 290 millones de euros en 2013. Para los EEE y subvenciones de Noruega de 2004 a 2009, Noruega proporcionó casi 1,3 millones de euros.
El 9 de abril de 2022, a raíz del impacto socioeconómico de la pandemia de COVID-19 y la invasión rusa de Ucrania, el alcalde de Oslo, Raymond Johansen, declaró que era el momento del debate sobre la membresía a la UE, afirmando que "la UE no solo es nuestro mejor garante de la paz y la democracia, también es la mejor respuesta que tenemos a muchos de los desafíos que enfrenta la sociedad noruega".

### Programas de la Unión Europea del que forma parte
Actualmente, Noruega forma parte del espacio Schengen, así como de la Europol, Eurojust y el programa estudiantil Erasmus.

## Características del debate sobre la incorporación a la UE
La solicitud de adhesión de Noruega a la UE se mantiene congelada, pero no se ha retirado y podría reanudarse en cualquier momento tras renovarse la voluntad política noruega, como ocurrió en el caso de Malta.
Una cuestión importante para Noruega son sus recursos pesqueros, que constituyen una parte significativa de la economía nacional y que entrarían en la política pesquera común si el  país accediera a la UE. Noruega tiene una elevada renta per cápita y tendría que pagar una elevada cuota de adhesión. El país tiene una agricultura limitada y pocas zonas subdesarrolladas, lo que significa que recibiría poco apoyo económico de la UE. 
Debido a estas posiciones, en gran medida atravesadas por fronteras ideológicas, diversos partidos políticos han abordado la cuestión de diferentes maneras. Aunque partidos como el Partido Conservador y el Partido Laborista apoyaron la pertenencia en su plataforma, existieron siempre minorías que se opusieron. Más dramáticamente, el Partido Liberal, se vio dividido sobre la cuestión en 1972 en la Conferencia de Røros y no volvió a unificarse hasta 1989.
La adhesión a la UE cruza el eje de izquierda-derecha tradicional en la política Noruega. Dado que el Partido Laborista perdió su dominio en la política de ese país, todos los gobiernos han sido una coalición de varios partidos políticos. Porque la cuestión de la adhesión de EU implicaría romper cualquier coalición de Gobierno concebible (excepto tal vez una coalición arco iris formada por los laboristas y los conservadores), ningún Gobierno ha planteado al tema y ningún partido de la oposición ha declarado ningún deseo de hacerlo tampoco.
Hay un patrón general que indica que las comunidades urbanas están a favor de pertenencia y las comunidades rurales no, ha habido voces de las minorías en todos los ámbitos de Noruega.
Lo que complica el asunto ha sido que una gran variedad de factores políticos y emocionales se han planteado en el debate. Socialistas radicales se oponen a la adhesión debido a una oposición a las fuerzas económicas y políticas conservadoras que les preocupan dentro de Europa; oponentes a la derecha están preocupados por una violación de la cultura noruega; y otros se oponen en principio a comprometer la soberanía noruega.

### Posiciones de los partidos políticos noruegos en torno a la Unión Europea
Actualmente, los partidos que apoyan o se oponen a la adhesión a la Unión Europea (UE) pueden encontrarse en coaliciones tanto de derecha como de izquierda: como resultado de ello, la mayoría de los gobiernos contiene elementos pro y anti-UE. Para evitar un nuevo debate, los contrarios al ingreso suelen incluir "cláusulas de suicidio" en los acuerdos de la coalición de Gobierno, lo que significa que si algún partido de la coalición comienza oficialmente un nuevo debate sobre Unión Europea, el Gobierno caerá. Esto ha sido así para el anterior gobierno de Kjell Magne Bondevik de centro-derecha, el gobierno de centro-izquierda de Jens Stoltenberg y el gobierno liberal-conservador de Erna Solberg. Las elecciones generales de 2009 vieron un incremento en el apoyo a las dos fuerzas europeístas, el Partido Laborista (Gobierno) y el partido conservador (oposición), mientras que las fuerzas euroescépticas (ambos en la coalición gobernante y en la oposición) se estancaron.

## Sondeo de opinión
El promedio de los sondeos de opinión demuestra que, aparte de un período favorable a la adhesión a la UE (alrededor de los años 2003-2004), con un máximo comprendido entre finales de 2002 y principios de 2003 de un 60-65% favorable la incorporación, los partidarios del "no" han ostentado la mayoría durante los últimos años. De 2005 en adelante, los euroescépticos gozan un aumento constante en apoyo, con un promedio de más del 60% que no desean la adhesión a la UE en las últimas encuestas. En abril de 2009, una consultora demoscópica acreditó una mayoría partidaria del "no" durante 50 meses consecutivos.[cita requerida]